# Jaume Boloix i Canela
Jaume Boloix i Canela (Igualada, 28 de març de 1866 – Barcelona, 21 de gener de 1921) fou un poeta català, fundador de la revista La Creu de Catalunya.

## Biografia

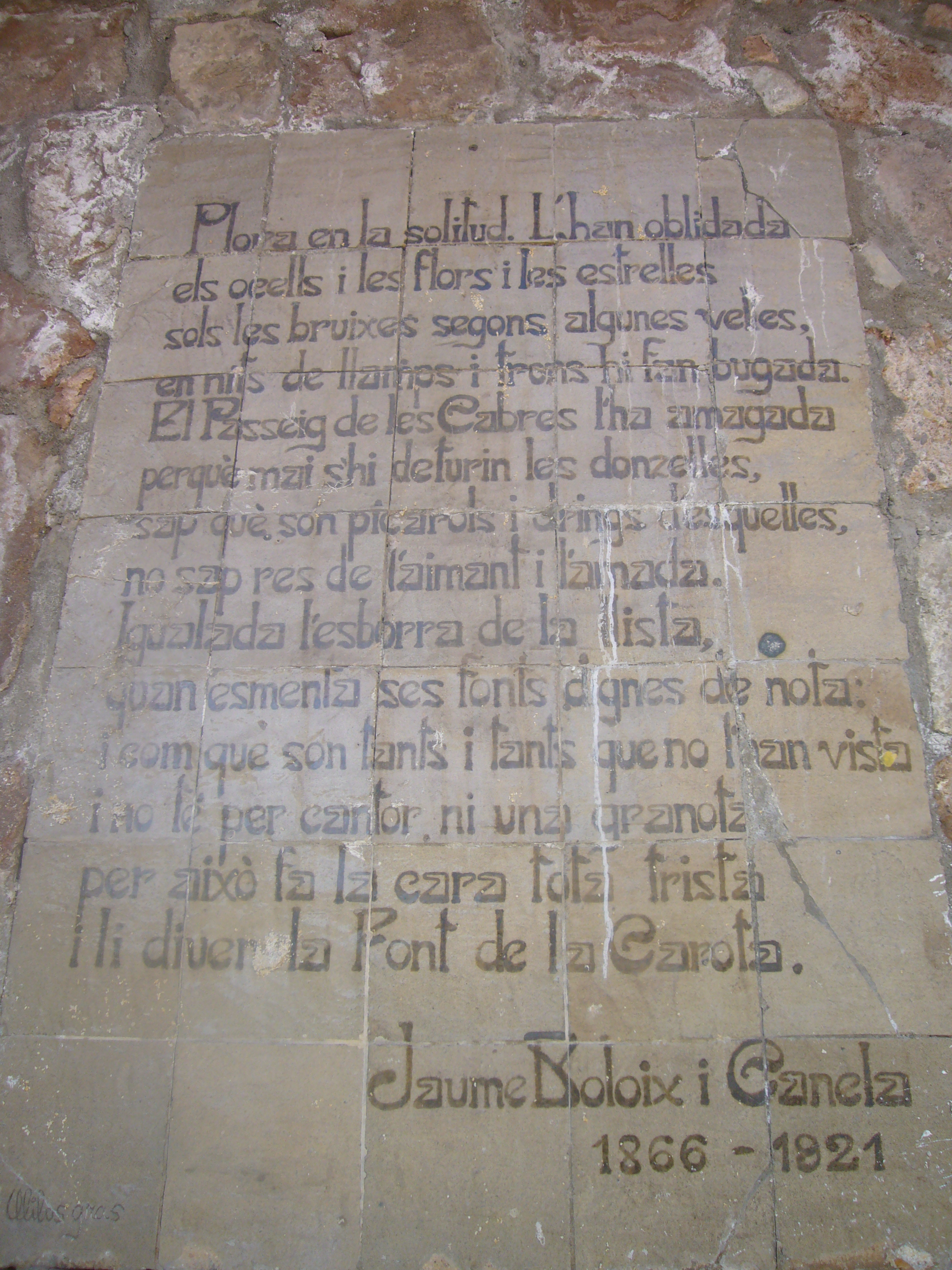
Poema de Boloix i Canela dedicat a la Font de la Carota, a Igualada

Nasqué al carrer del Clos, a Igualada. Estudià a l'escola dels Pares Escolapis situada a l'antic convent de Sant Agustí d'Igualada i passà uns deu anys fora de Catalunya durant la seva adolescència. Ingressà al seminari de Santo Domingo de la Calzada, on va estudiar dos anys. La raó per què va interrompre aquests estudis no és ben coneguda. Diu ell mateix: «Foren de captiveri, aquells penosos anys» En tornar a Igualada hi va trobar morta la primera dona que estimà, fet que influencià la seva obra posterior. Va esprémer la seva dolor en el poema Al peu de sa fossa - a la bona memòria de mon primer amor, tal vegada el més important de tota la seva obra. Extret:
| « | Un català de mena amb lleons i castells sempre s'enyora no el lliga cap cadena al cor que s'enamora, - adéu, Castella, adéu, que un àngel plora.- | » |

L'any 1904 fundà la revista catòlica La Creu de Catalunya. Era soci de mèrit de la Pontifícia i Reial Acadèmia Bibliogràfica Mariana de Lleida; Cavaller de la Santa Casa de Loreto, i gaudia l'honor de Fill adoptiu de Tarragona.
La seva poesia és majoritàriament de temàtica religiosa, amb influències de Jacint Verdaguer. Concorregué a diversos certàmens literaris a Barcelona, Sant Martí de Provençals, Gràcia, Valls, Lleida, Tarragona, Olot, Manresa, Girona, Falset, Igualada, La Bisbal, Manlleu, Ripoll, etc., obtenint premis en tots ells, incloent el dels Jocs Florals de Barcelona el 1898 (Accèssit al Premi del Foment del Treball Nacional amb l'obra La Filosa). Les seves obres completes foren publicades el 1927.
Va dedicar un poema a la Font de la Carota al carrer de Santa Anna, sota el passeig de les Cabres, que servia d'abeurador pels animals - i l'única d'aquesta mena conservada a Igualada. Al costat de la font, en unes rajoles, hi ha aquest poema:
| « | […] Igualada l'esborra de la llista quan esmenta ses fonts dignes de nota; i com són tants i tants qui no l'han vista i no té per cantor ni una granota per això f la cara tota trista i li duen la Font de la Carota; | » |

Un carrer d'Igualada porta el seu nom.

## Obres[10]
- Los Dolors de Maria, Lleida, Impremta Mariana, 1989
- L'Assumpta: poema en deu cants y en vers : premiat en lo certamen literari de Manlleu de 1890 ab un ram de lliris d'or y argent, Vic, Ed. Ramon Anglada i Pujals, 1891, 46 pàgines
- La Madre, poemita, Tarragona, F. Arís, 1891
- Los Besos, 1897
- La Briballa d'en Boquica, 1898
- Voladuries, Barcelona, Subirana i Germans, 1903
- Coloquios Eucarísticos (traducció), Barcelona, 1921
- Poesies obres completes en dos volums, Igualada, Poncell, 1927